# (38107) 1999 JZ23
1999 JZ23 (asteroide 38107) é um asteroide da cintura principal. Possui uma excentricidade de 0.12651610 e uma inclinação de 6.38057º.
Este asteroide foi descoberto no dia 10 de maio de 1999 por LINEAR em Socorro.